# Зенцово (Фировский район)
Зенцово — деревня в Фировском районе Тверской области. Входит в состав Великооктябрьского сельского поселения.
Находится в 15 километрах к юго-востоку от районного центра посёлка Фирово, на берегу реки Цны.
Население по переписи 2010 года — 1 человек.
В деревне есть часовня Николая Чудотворца.

## История
Входила в состав Кузнецовской волости Вышневолоцкого уезда.
В 1859 году в деревне 20 дворов, 122 жителя. По данным 1886 года в деревне 25 двора, 132 жителя.